# André Schild
Pour les articles homonymes, voir Schild.
André Schild, né le 1er août 1910 à Fontainemelon et mort le 13 juillet 1981 à Bâle, est un linguiste suisse connu pour ses activités en faveur d'une langue auxiliaire internationale.

## Biographie
Philippe-André Schild, naît le 1er août 1910 à Fontainemelon, dans le canton de Neuchâtel. Séduit très tôt par l'idée d'une langue auxiliaire internationale destinée à renforcer les relations entre les peuples, il intègre dès 1925, à l'âge de quinze ans, le mouvement espérantiste local, dont il devient une figure importante : il préside ainsi de 1934 à 1940 le groupe espérantiste de Bâle, ville où il s'est installé fin 1929 pour travailler dans une usine de machines à coudre Singer tout en exerçant en tant que professeur d'allemand dans une école privée.
Considérant néanmoins que l'espéranto manque de naturalisme, il abandonne ensuite le mouvement au profit de l'occidental, la langue d'Edgar de Wahl, qu'il soutient jusqu'en 1947, année où il présente son propre système, encore plus naturaliste : le néolatino, qui tente de combiner l'internationalité des racines romanes et une grammaire aussi régulière que possible. Constatant toutefois que son projet n'a que peu de chances d'aboutir, il se rallie en 1951 à un projet naturaliste similaire, l'interlingua de l'IALA, présentée par l'International Auxiliary Language Association au terme de longs travaux et qui reprend certaines caractéristiques du néolatino.
Schild devient alors un important collaborateur du mouvement interlinguiste. En 1954, il fonde avec le syndicaliste français Julien Toublet, dit Jean Thersant, et le professeur de mathématiques britannique Donald Morewood Hallowes l'Union Mundial pro Interlingua, dont il est le premier secrétaire général de 1955 à 1958. Au sein de l'organisation, il publie dans des revues interlinguistes et organise des congrès réunissant les défenseurs de l'interlingua de l'IALA,. Maîtrisant cette langue comme s'il s'agissait de sa langue maternelle, il s'attelle à partir de 1960 à la constitution d'un monumental Wörterbuch Deutsch-Interlingua (« Dictionnaire allemand-interlingua »). Ce travail s'étale sur plus de deux décennies, jusqu'en 1981 : alors qu'il ne lui reste plus que quelques pages à finir (il est arrivé à l'entrée zuschanden), Schild meurt le 13 juillet à l'hôpital de Bâle des suites d'une longue maladie. Son travail est achevé après sa mort par Helmut E. Ruhrig, de l'université de Fribourg-en-Brisgau, et publié la même année, tandis que sa bibliothèque et ses archives, qui représentent plus de 400 kg de documents consacrés à l'interlinguistique, sont légués au Centre de documentation et d'étude sur la langue internationale de La Chaux-de-Fonds.